# Symphonie no 3 de Tchaïkovski
Pour les articles homonymes, voir Symphonie no 3.
La Symphonie no 3 en ré majeur, op. 29, de Piotr Ilitch Tchaïkovski, fut composée entre juin et août 1875. Elle est dite « Polonaise » en raison du fait que le cinquième mouvement doit être joué, ainsi que cela est indiqué dans la partition, à un rythme de polonaise (en italien : tempo di polacca).

## Structure
L'œuvre comprend cinq mouvements :
1. Introduzione e Allegro. Moderato assai (Tempo di marcia funebre) (ré mineur) - Allegro brillante (ré majeur)
2. Alla tedesca. Allegro moderato e semplice (si bémol majeur)
3. Andante. Andante elegiaco (ré mineur - ré majeur)
4. Scherzo. Allegro vivo (si mineur)
5. Finale. Allegro con fuoco (Tempo di polacca) (ré majeur)

## Orchestration
| Instrumentation de la Symphonie n° 3                                            |
| Bois                                                                            |
| 1 piccolo, 2 flûtes, 2 hautbois, 2 clarinettes (en la et si bémol), 2 bassons   |
| Cuivres                                                                         |
| 4 cors (en fa), 2 trompettes (en fa), 3 trombones (2 ténors et 1 basse), 1 tuba |
| Percussions                                                                     |
| timbales                                                                        |
| Cordes                                                                          |
| premiers violons, seconds violons, altos, violoncelles, contrebasses            |

## L'œuvre
La première représentation eut lieu à Moscou, le 7/19 novembre 1875, sous la direction de Nikolaï Rubinstein.
La symphonie est dédiée à Vladimir Shilovskii et son exécution dure approximativement 47 minutes.
Chose remarquable, la troisième symphonie est la seule des symphonies de Tchaïkovski à posséder cinq mouvements au lieu de quatre. Tchaïkovski n'est que très peu explicite sur ce choix dans ses notes. En effet, les seuls détails que Tchaïkovski écrivit à propos de cette symphonie et qui nous sont parvenus sont ces quelques notes : « Selon mon impression, cette symphonie ne présente aucune idée bien trouvée, mais du point de vue de la facture, elle représente un pas en avant. Je suis surtout satisfait du premier mouvement et des deux scherzi ».
Notons encore que la troisième symphonie est la première de Tchaïkovski à posséder un mouvement en forme de valse (Alla tedesca) — la cinquième (Allegro moderato) et la sixième (Allegro con grazia) en comporteront un aussi — et la seule de celui-ci à avoir été composée en mode majeur (bien que toutes, à l'exception de la sixième, se terminent en majeur).